# Spitzbauchwanze
Die Spitzbauchwanze (Troilus luridus) ist eine Wanze aus der Familie der Baumwanzen.

## Beschreibung
Spitzbauchwanzen haben eine Länge von 11 bis 13 mm. Ihr Halsschild zeigt am vorderen Seitenrand helle Zähnchen. Die seitlichen Ecken des Halsschildes sind kräftig abgerundet. Am Bauch weist die Spitzbauchwanze auf dem 2. Sternit einen nach vorne geneigten Höcker auf, der zur Namensgebung beigetragen hat. Sie ist graubraun bis dunkelbraun gefärbt; Kopf, Seitenecken des Halsschildes sowie Schildchen sind jedoch schwarz, ggf. mit grünlichem oder violetten erzenen Glanz. Das vorletzte Fühlerglied ist an der Spitze gelb geringelt, was bei Larven noch nicht ausgeprägt sein muss. Die helle Unterseite mit dunklen Punkten ist im Herbst oft rot angelaufen. Bei Nymphen sind die Hinterleibssegmente weiß oder rötlich, auch gelblich, cremefarbene oder bronzene Töne können vorherrschen.

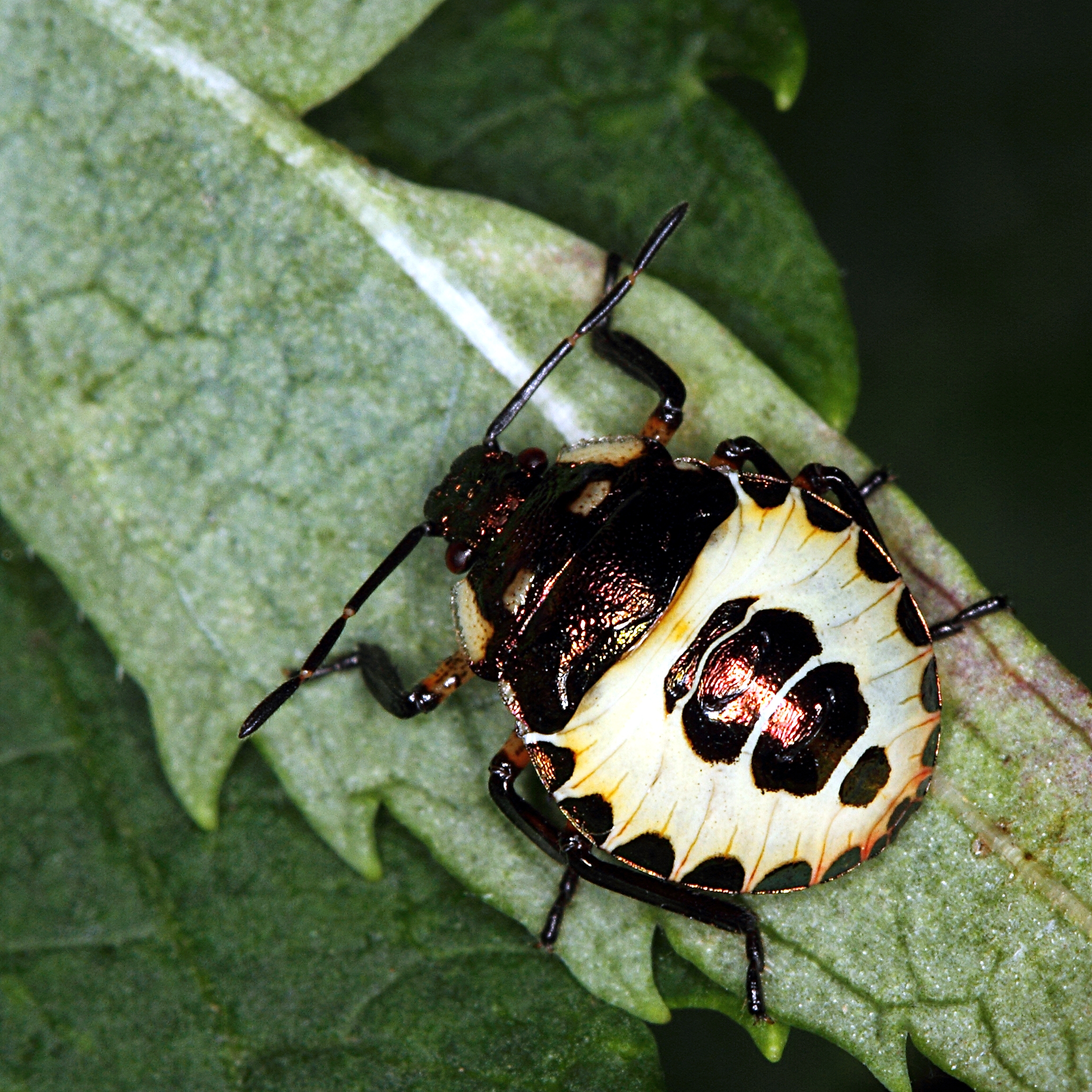
Nymphe der Spitzbauchwanze

## Lebensraum und Lebensweise
Die Spitzbauchwanze kommt an feuchten Sumpf-, Wiesen- und Waldrändern auf Büschen wie auf Laub- wie Nadelbäumen vor und stellt dort verschiedenen Insekten (Schmetterlinge, Hautflüglerlarven, Käferlarven wie Käfer, Blattläuse wie auch größere Raupen) nach. Von Vögeln wird sie wegen ihres Drüsensekretes gemieden. Als Imago überwintert die Spitzbauchwanze unter Baumrinde, im Falllaub oder trockenem Moos. Gepaart wird sich im Frühjahr. Die Eiablage (etwa 20 Eier pro Gelege; insgesamt etwa bis zu 200 Eier) an Pflanzen erfolgt von Mai bis August. Zunächst saugen die jungen Nymphen Pflanzensäfte, bevor sie auch zur räuberischen Ernährung übergehen.

## Verbreitung
Ihr Vorkommen ist paläarktisch (Europa, Asien, Sibirien).